# Naomi Long
Naomi Long, nata Johnston (Belfast, 13 dicembre 1971), è una politica britannica.

## Biografia
Ingegnere civile di formazione, laureata alla Queen's University Belfast. Ha lavorato come consulente ingegnere. Si è unita al Partito dell'Alleanza dell'Irlanda del Nord. Nel 2001 è diventata per la prima volta consigliera comunale a Belfast. Eletta all'Assemblea dell'Irlanda del Nord nel 2003 e nel 2007, è stata vice leader del suo partito. Nel mandato 2009-2010 è stata sindaco di Belfast.
Nel 2010 è stata eletta alla Camera dei comuni dal collegio elettorale di Belfast East al secondo tentativo. Non ha mantenuto il suo mandato nel 2015. A seguito delle elezioni del 2016, è tornata all'Assemblea dell'Irlanda del Nord, ottenendo con successo la rielezione nel 2017.
Sempre nel 2016, ha sostituito David Ford come leader del Partito dell'Alleanza dell'Irlanda del Nord. Alle elezioni del 2019, è stata eletta al Parlamento europeo per la IX legislatura..

### Vita privata
È sposata con Michael Long. Nel 2017, ha rivelato di aver lottato con l'endometriosi per molti anni.